# Esymus merdarius
Esymus merdarius är en skalbaggsart som beskrevs av Fabricius 1775. Esymus merdarius ingår i släktet Esymus och familjen Aphodiidae. Inga underarter finns listade i Catalogue of Life.